# Mario
|  | Aquest article tracta sobre del personatge de videojocs. Si cerqueu del tenor del segle XIX, vegeu «Mario de Candia». |

Mario (マリオ), també conegut popularment com a Super Mario, és un personatge de videojocs creat per Shigeru Miyamoto per Nintendo. És el més famós entre els personatges de l'empresa i és considerat per molts el personatge de videojocs més conegut de la història (tant és així, que a principis dels anys 90, una enquesta va demostrar que més persones en el món coneixien a Mario que al mateix Mickey Mouse). Ha aparegut en centenars de jocs i la major part d'aquests han estat dels més populars. En l'actualitat, la seva veu en els jocs és la d'en Charles Martinet, encara que en el passat s'havia fet per Lou Albano i Tohru Furuya. Mario aparegué per primera vegada el 1981 sota el nom de Jumpman al videojoc Donkey Kong, nom que va ser canviat pel director de Nintendo of America d'aleshores. En aquest mateix joc, la seva companya Peach tenia com a nom original Pauline. El germà de Mario, Luigi s'estrenà al joc Mario Bros.
Mario és considerat com la mascota oficial de Nintendo i com un símbol de la companyia. Per aquesta raó, normalment apareix només en jocs i consoles distribuïts per aquesta empresa nipona. Hi ha però algunes poques excepcions en què trobem a aquest personatge en alguns ordinadors personals als Estats Units, i en alguns jocs per consoles com Atari 2600.
Mario va aparèixer per primer cop en el videojoc Donkey Kong com un protagonista sense nom, més tard assimilà el nom de Jumpman. El joc va obtenir un èxit sorprenent. Amb la seva popularitat, Nintento va veure necessari un nom nou. L'equip creatiu de Nintendo Amèrica s'adonà de la gran semblança entre el personatge i Mario Segali, l'amo del local de les oficines de la companyia a Itàlia. Gràcies a això, el personatge tornà a ésser batejat.
Quan va eixir al mercat la consola de Nintendo Entertaintment System (NES), Mario va tenir el paper principal en el revolucionari joc Mario Bros. Poc després de la seva estrena extensivament popular va ésser escollida com la mascota oficial de Nintendo.
A partir de la dècada dels 90, la companyia SEGA va estrenar la que va ser (i encara ho continua essent) la seva mascota: Sonic. Shigeru Miyamoto, enutjat va arribar a declarar que "Sonic era la millor còpia de Mario que mai havia vist". Malgrat que ambdues franquícies van competir durant gairebé deu anys, fins a la transformació de SEGA en una companyia exclusivament desenvolupadora de jocs, no de videoconsoles. Paradoxalment, avui en dia, en consoles de Nintendo hi ha jocs tant de Mario com del seu antic rival comercial Sonic.
El 1996, l'estrena de Nintendo 64, va venir amb l'innovador Super Mario 64. En ell s'hi podia veure per primer cop un videojoc amb unes 3 dimensions totalment alliberades i un nou sistema de càmeres que ha marcat un punt d'inflexió en la història de l'entreteniment electrònic. Encara avui, molts segueixen considerant aquest joc com el millor de la història. Es va poder veure en ell, per primera vegada, a un personatge els jocs dels quals antigament eren en 2 dimensions, en unes perfectes 3D, sense perdre ni una mica de l'essència que va convertir a Mario en el personatge més afalagat dels videojocs.
Mario ha aparegut a la televisió en diverses sèries de dibuixos animats, historietes, i una pel·lícula protagonitzada per Bob Hoskins. Ha aparegut en tota mena d'objectes de marxandatge, des de samarretes fins a llençols, plats, roba interior,...
Altres personatges de la saga de Mario són el seu germà més petit (i més alt), Luigi, la Peach, Toad el bolet, el dinosaure Yoshi, i el malvat Rei Bowser (un gegantí koopa i taül principal de la sèrie), entre d'altres.

## Història
Poc se sap de la història de Mario. Els seus jocs consisteixen a evitar trampes complicades. Segons alguns manuals de videojocs molt antics, Mario i el seu germà Luigi són italoamericans nascuts en Brooklyn, Nova York. Mario treballa com a lampista i vesteix de vermell, amb una granota blava. En jocs més moderns com Paper Mario, es pot observar com resideix amb el seu germà al Regne Xampinyó.
Les característiques distintives de l'aparença de Mario es deuen a les restriccions de la tecnologia (colors i píxels limitats). En el passat, els programadors no podien animar el moviment del personatge sense que els seus braços desapareguessin si duien una samarreta de color sòlid. No tenien la capacitat de donar-li una boca i no podien animar els seus cabells. Així és que Mario, en el seu darrer disseny, es va quedar amb una gorra, una granota i bigoti per resoldre aquests problemes. El creador de Mario, Shigeru Miyamoto, ha dit en algunes entrevistes que Mario duu gorra també perquè li és difícil dibuixar cabells.
El cognom "Mario" (fent que el seu nom complet sigui "Mario Mario") s'utilitzà primer en The Super Mario Bros. Show. Això era per explicar com Luigi i Mario podien ésser "els germans Mario" si el nom de Luigi era Luigi. Tanmateix, cap font oficial de Nintendo ens confirma que el seu cognom sigui aquest.

## Professió
Al principi, en el joc Donkey Kong, Mario, també conegut com a Jumpman, tenia la professió de fuster/constructor. Nintendo ha admès que Mario és un lampista que treballa en canonades. Tot i això, existeixen altres professions que Mario fa a la seva vida quotidiana. Un exemple d'això és Doctor Mario, en el qual el nostre heroi té com professió la bacteriologia i la medicina, tractant d'aniquilar a virus amb les seves càpsules d'acord amb el color que estan composts els virus. Encara que es diu que també Mario és doctor, en el joc de Super Mario RPG: Legend of the Seven Stars, es ressalta molt que Mario "és un lampista", i fins i tot, existeix una afirmació en la qual Luigi diu "desitjaria ser un gran lampista com el meu germà Mario". En la pel·lícula duu les seves eines en un cinturó i realitza reparacions en les canonades.
També se l'ha vist treballar d'àrbitre de boxa (Punch-Out) i tennis, tennista, futbolista, jugador de bàsquet, golfista, corredor de karts, jutge esportiu, pintor, arqueòleg (Mario Picross) i astronauta.

## Aparicions
Mario ha aparegut en infinitats de videojocs; totes les plataformes de Nintendo inclouen múltiples jocs on ell és el protagonista. No obstant això, la majoria de jocs només tenen el seu com a representant de la saga, mentre que es pot jugar amb molts personatges diferents (com a Mario Party). Tanmateix, Mario té la seva pròpia saga on exclusivament ell és el protagonista; de vegades el seu germà Luigi l'acompanya i també és jugable.
També ha aparegut a la saga Super Smash (Super Smash Bros., Super Smash Bros. Melee i Super Smash Bros. Brawl), allà on, tot i no ser el protagonista, presentava un pèl més d'importància que els altres personatges.

## Baby Mario
Baby Mario és la versió petita de Mario. La seva primera aparició va ser al joc Super Mario World 2: Yoshi's Island, de la consola Super Nintendo, de Nintendo, l'any 1995. En aquest joc, el personatge principal és en Yoshi, que ha d'intentar cuidar Baby Mario durant el transcurs del joc.
Aparicions
Des de la seva primera aparició, en Baby Mario ha aparegut tant a jocs de plataformes com a jocs d'esport:
- Super Nintendo
  - Super Mario World 2: Yoshi's Island

- Nintendo 64
  - Mario Golf
  - Mario Tennis

- Nintendo Gamecube
  - Mario Kart: Double Dash!!
  - Mario Superstar Baseball

- Nintendo DS
  - Yoshi's Island DS
  - Mario & Luigi: Partners In Time

- Wii
  - Mario Kart Wii